# Croix de cimetière de La Nouaye
La croix de cimetière de La Nouaye est une croix monumentale située dans le cimetière entourant l’église Saint-Hubert de La Nouaye, dans le département français d'Ille-et-Vilaine, région Bretagne.

## Historique
Les vestiges du socle de la croix font l’objet d’un classement au titre des monuments historiques depuis le 1er octobre 1913.

## Description et architecture

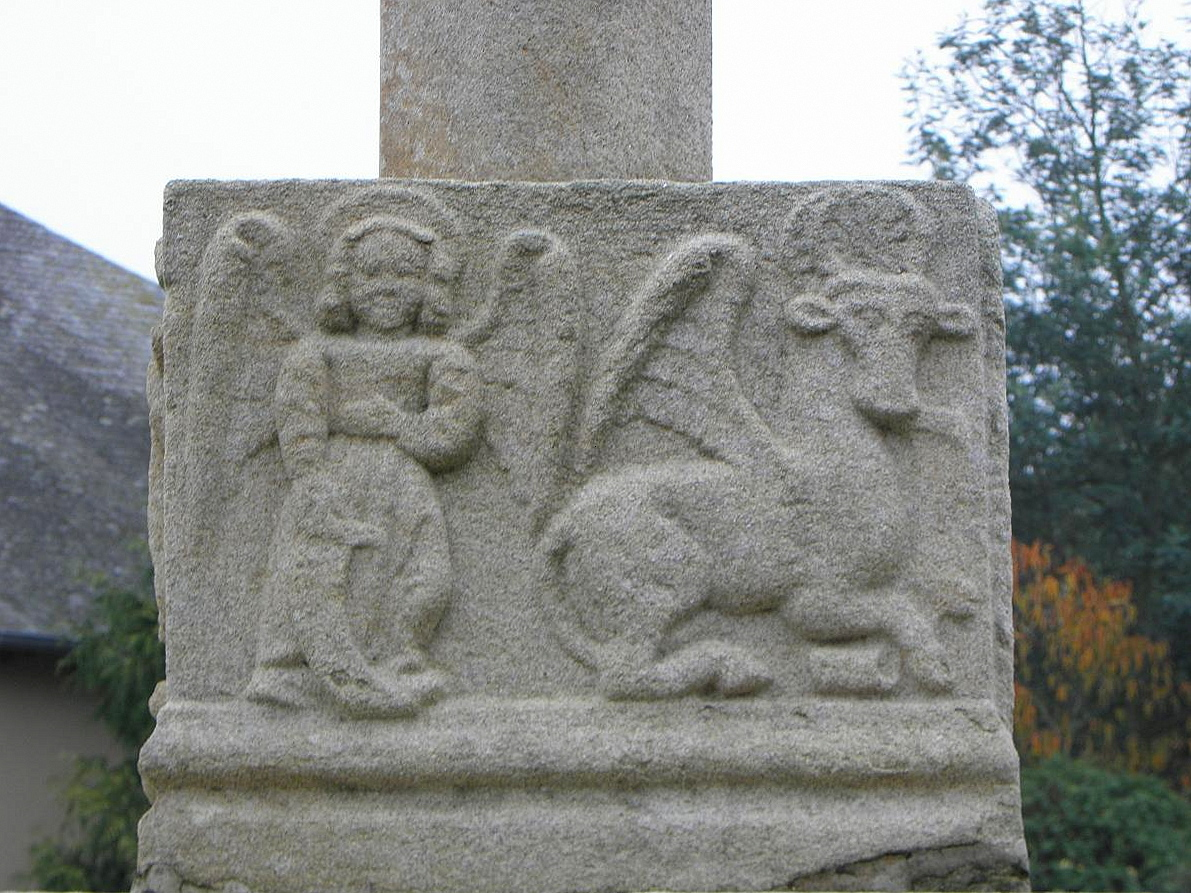
Ange de saint Matthieu et taureau de saint Luc.
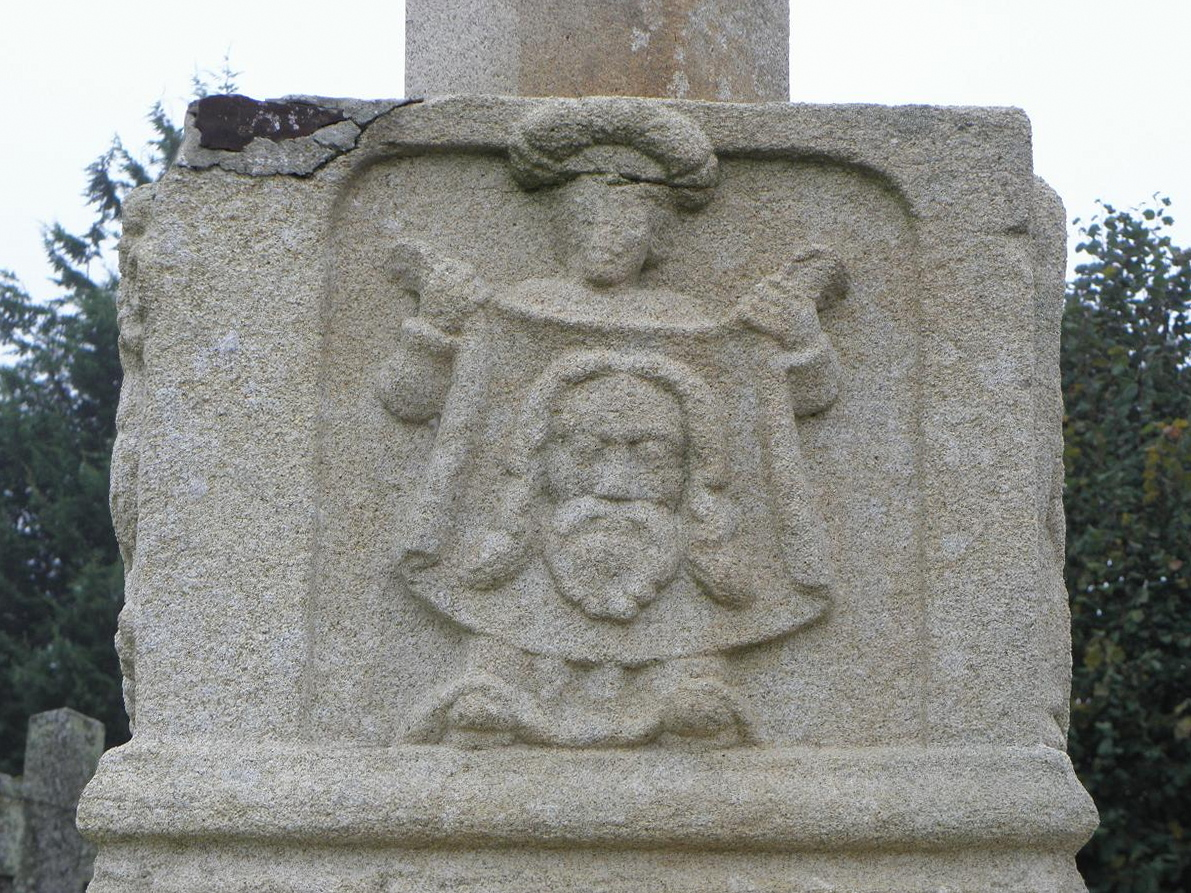
Sainte Véronique.
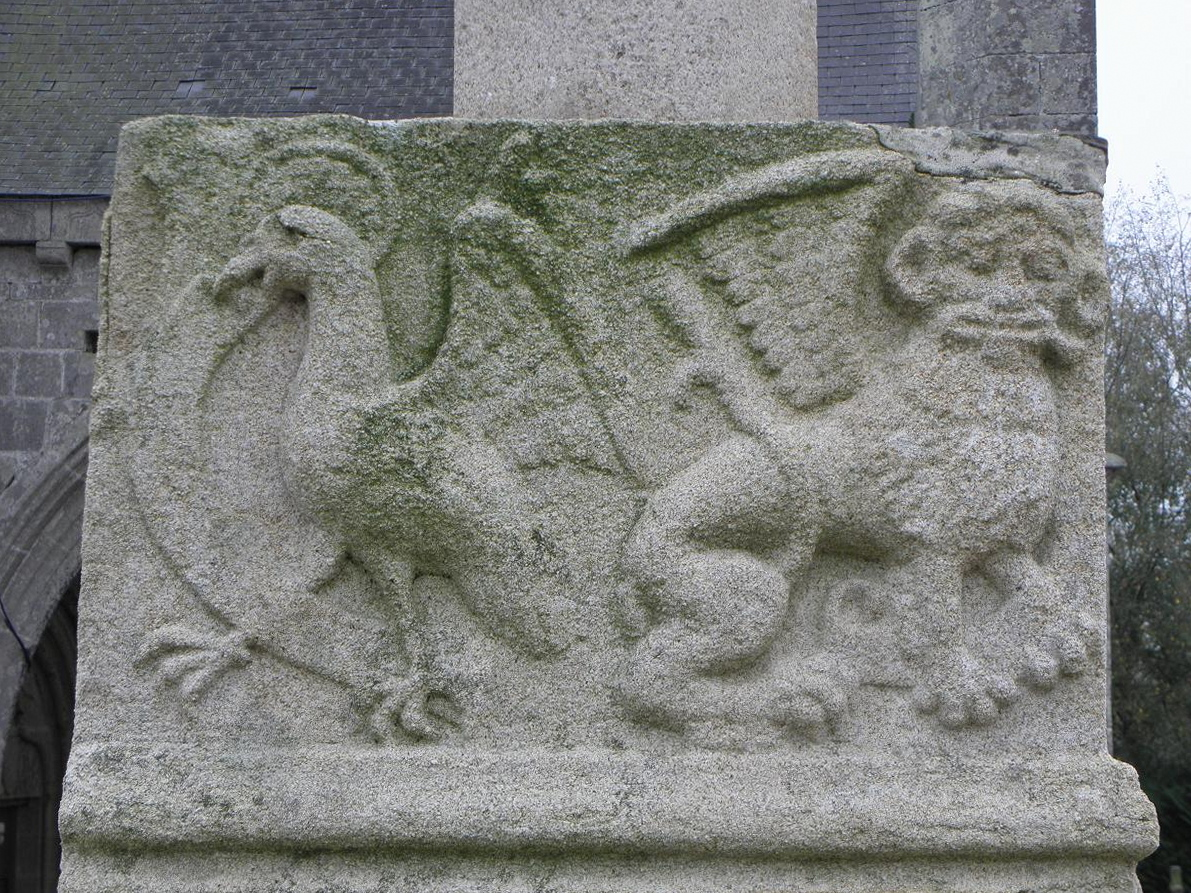
Aigle de saint Jean et lion de saint Marc.
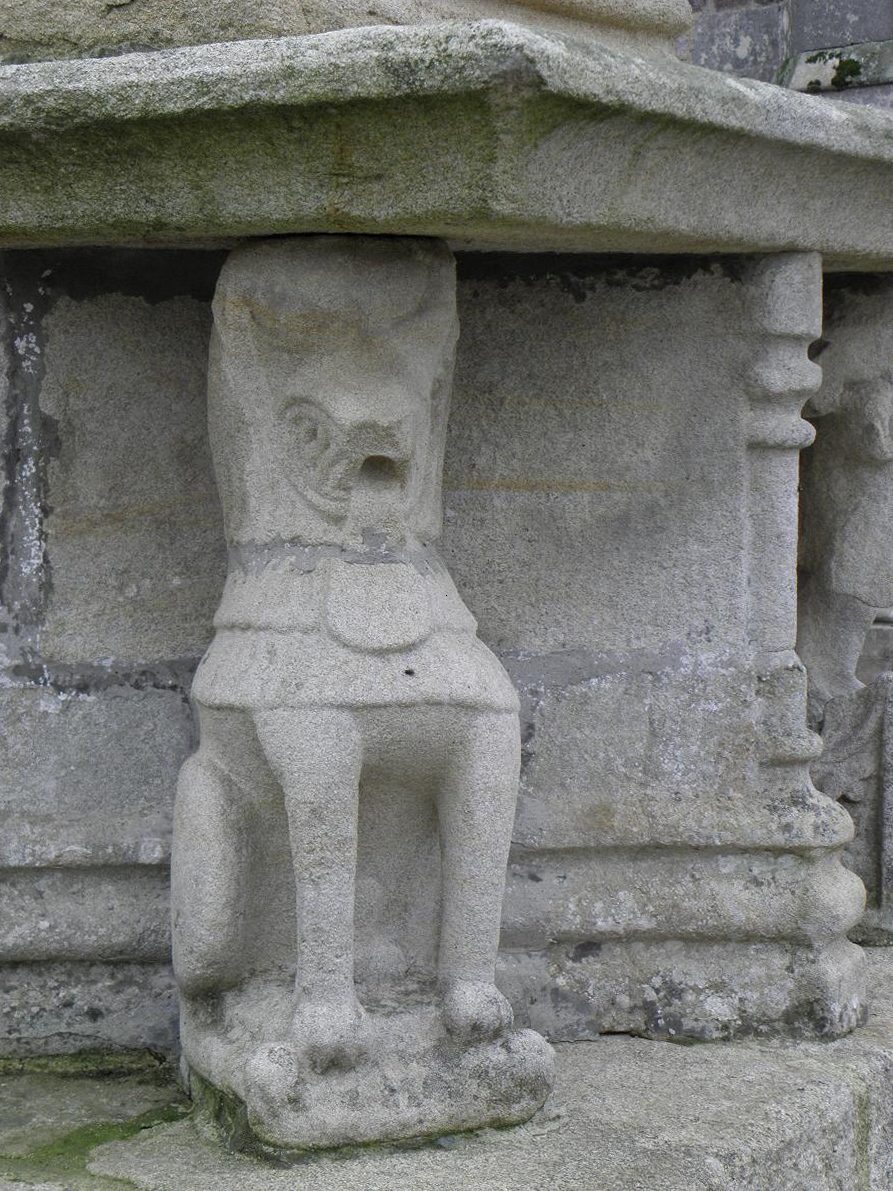
Lion.
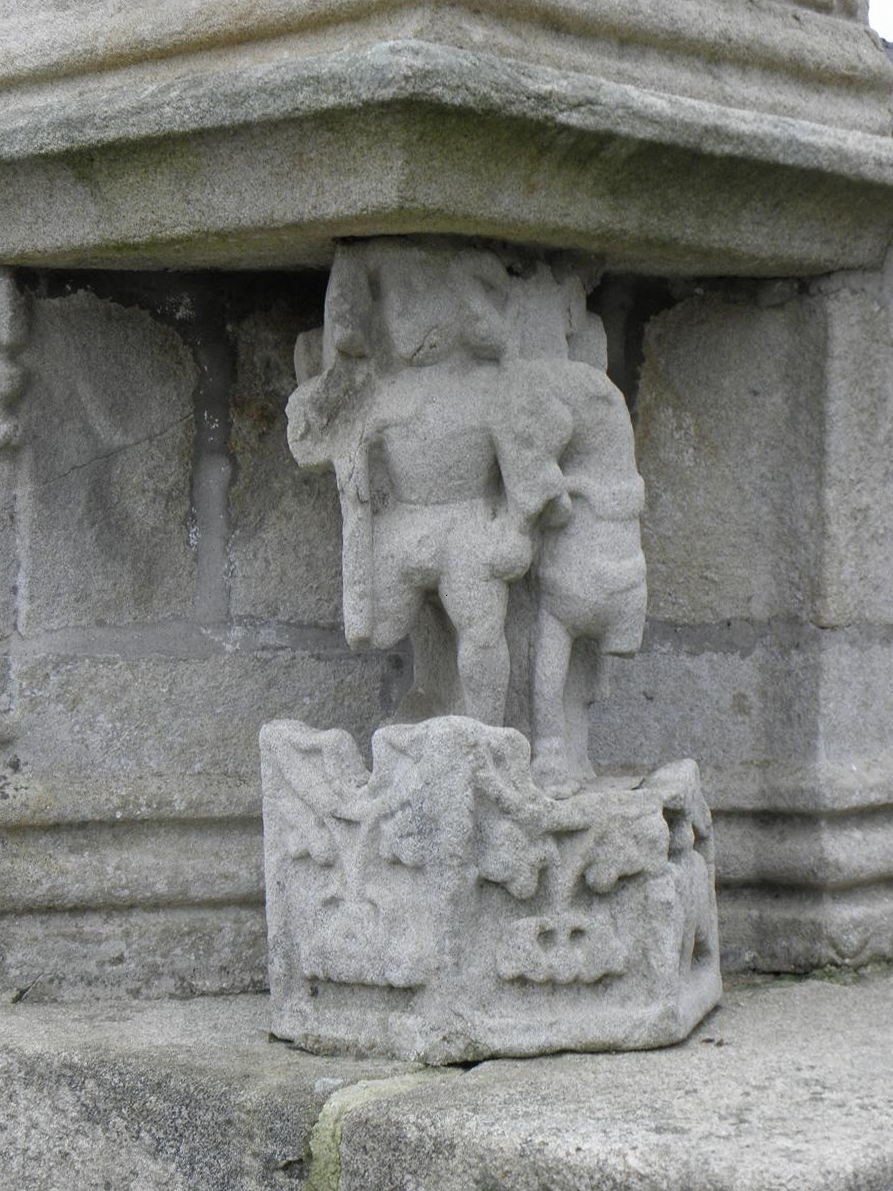
Fragment de la statue de saint Hubert.